# Anders Johnson
Anders Johnsson (Staffanstorp, Escània, 14 de novembre de 1890 - Staffanstorp, 7 de juliol de 1952) va ser un tirador suec que va competir a començaments del segle xx.
El 1920 va prendre part en els Jocs Olímpics d'Anvers, on disputà dues proves del programa de tir. Guanyà la medalla de plata en la prova de pistola lliure, 50 metres per equips, mentre en la de pistola lliure, 50 metres finalitzà més enllà de la desena posició.